# There's a Riot Goin' On
| Recensione                    | Giudizio |
| ----------------------------- | -------- |
| AllMusic                      | [ 2 ]    |
| Christgau's Record Guide      | A+       |
| Encyclopedia of Popular Music | [ 4 ]    |
| The Guardian                  | [ 5 ]    |
| PopMatters                    | 8/10     |
| Q                             | [ 7 ]    |
| Rolling Stone                 | [ 8 ]    |
| The Rolling Stone Album Guide | [ 9 ]    |
| Stylus Magazine               | A        |
| Uncut                         | [ 11 ]   |

There's a Riot Goin' On è il quinto album discografico del gruppo soul/funk/rock Sly and the Family Stone, pubblicato negli Stati Uniti il 20 novembre 1971 su etichetta Epic Records.
Le sedute di registrazione per l'album ebbero luogo principalmente tra il 1970 e il 1971 ai Record Plant Studios a Sausalito, California. In contrasto con il soul psichedelico del loro precedente album Stand! (1969), There's a Riot Goin' On possiede un sound più oscuro, maggiormente nero e funk, che inoltre ripudia la fortunata formula melodica commerciale che il gruppo aveva sfruttato per i suoi precedenti singoli. Il titolo originale dell'album doveva essere Africa Talks to You, ma venne cambiato in There's a Riot Goin' On in risposta al capolavoro di Marvin Gaye What's Going On (1971), che era stato pubblicato cinque mesi prima.
There's a Riot Goin' On debuttò direttamente al numero 1 delle classifiche Billboard Pop Albums e Soul Albums, mentre il singolo portante dell'album, Family Affair (1971), raggiungeva la vetta della classifica Pop Singles. L'8 novembre 1972, There's a Riot Goin' On venne certificato disco d'oro dalla Recording Industry Association of America, con vendite superiori al mezzo milione di copie nel primo anno di pubblicazione. Molti tra critici e fan ebbero reazioni contrastanti a There's a Riot Goin' On, ma con il passare del tempo la reputazione dell'album è cresciuta notevolmente, diventando uno dei dischi più influenti di sempre. Il 7 settembre 2001 Riot è stato certificato dalla RIAA disco di platino con vendite superiori al milione di copie. Nel 2003 l'album è stato classificato dalla rivista Rolling Stone alla posizione numero 99 nella lista dei migliori 500 album di sempre.

## Il disco

### Origine e storia
Dopo il massiccio successo di pubblico e critica del precedente album del 1969, Stand!, e la celebrata performance della band a Woodstock, data la nuova popolarità che il gruppo aveva acquisito, Sly & the Family Stone ebbero forti pressioni da parte della loro casa discografica, la Epic Records, a produrre un nuovo album di successo nel 1970 per sfruttare il momento favorevole. Però, la mente creativa del gruppo Sly Stone stava sprofondando sempre più nella tossicodipendenza, preoccupando il dirigente della CBS Clive Davis. Per prendere tempo, in mancanza di nuovo materiale, la Epic pubblicò l'album Greatest Hits. Con il successo e la fama erano arrivati anche i problemi, e i rapporti all'interno della band stavano lentamente deteriorandosi. In particolare esistevano dissapori di vario genere tra i fratelli Stone, Sly e Freddie, e il bassista Larry Graham. Come se non bastasse, il movimento delle Pantere Nere chiese a Stone di rendere la sua musica più schierata e "militante" sul versante politico dell'indipendenza dei neri, di rimpiazzare i bianchi Greg Errico e Jerry Martini con musicisti di colore, e infine anche di cambiare manager, perché secondo loro il bianco David Kapralik era solo un capitalista sfruttatore di neri.
Dopo essersi trasferiti a Los Angeles alla fine del 1969, Stone e i suoi compagni iniziarono a fare pesantemente uso di droga, in particolare cocaina e PCP. Man a mano che i membri del gruppo sprofondarono sempre più nella tossicodipendenza più sfrenata (Stone si portava appresso una custodia di violino riempita di droga ovunque andasse), la produzione discografica rallentò notevolmente. Tra l'estate del 1969 e la fine del 1971, la band pubblicò solo un singolo, Thank You (Falettinme Be Mice Elf Agin) / Everybody Is a Star (dicembre 1969). Thank You raggiunse la prima posizione della classifica Billboard Hot 100 nel febbraio 1970. Il singolo stazionò anche alla posizione numero 5 nella classifica R&B rimanendovi per cinque settimane, mentre rimase al numero 1 della classifica Pop per due settimane nella primavera del 1970, vendendo circa un milione di copie.
Influenzato dalle droghe e dai forti sconvolgimenti sociali che si susseguirono alla fine del decennio, che lo scrittore Miles Marshall Lewis definì "la morte degli anni sessanta", e che inclusero omicidi politici, brutalità della polizia, il declino del pacifico movimento per i diritti civili del popolo afroamericano e una diffusa e dilagante disillusione verso gli ideali dei sessanta, Stone creò un'opera più dura, ombrosa, maggiormente concettuale rispetto agli ottimistici e commerciali lavori precedenti della band.

### Copertina
La copertina originale dell'album conteneva una bandiera americana rossa, bianca, e nera con dei soli al posto delle stelle. Nessuna altra dicitura o titolo appariva in copertina, anche se la Epic pretese ed ottenne di inserire un adesivo con la scritta "Featuring the Hit Single 'Family Affair'" sulla copertina. Per paura di scatenare polemiche, l'album venne in seguito ristampato con una copertina più convenzionale che raffigurava il gruppo in concerto, con il titolo dell'album in evidenza e i titoli dei brani sul retro.

### Produzione
Sly Stone lavorò a There's a Riot Goin' On principalmente in solitudine nello studio di registrazione, o a casa sua nello studio casalingo che si era fatto costruire nella sua villa di Bel Air. Secondo gli altri membri del gruppo, la maggior parte degli strumenti sull'album furono suonati dallo stesso Stone e poi sovraincisi sui vari brani, utilizzando in qualche traccia, una drum machine al posto del batterista Gregg Errico. Quando gli altri membri della band contribuirono alle tracce, anche loro eseguirono alcune sovraincisioni insieme a Sly, invece che suonare tutti insieme come erano soliti fare nei precedenti dischi.
A fine 1971, Stone portò personalmente i nastri master di Riot agli uffici della CBS. La CBS pubblicò Family Affair come primo singolo promozionale per l'album in uscita; si trattava del primo singolo della band in quasi due anni. Il brano divenne il quarto ed ultimo successo da numero 1 in classifica per la band, anche se il sound della canzone si discostava molto dalla sonorità dei loro precedenti successi.

### Musica
La maggior parte dei brani presenti su Riot vede Sly Stone alla voce solista – Rose è l'unico altro membro della band che canta parti da solista sull'album. L'intero album possiede un sound ovattato quasi dub come risultato delle numerose sovraincisioni e manipolazioni dei nastri da parte di Sly. L'energica Thank You (Falettinme Be Mice Elf Agin) (inclusa in Greatest Hits) viene qui rielaborata nella più lenta Thank You For Talking to Me Africa.
Runnin' Away e (You Caught Me) Smilin' furono gli altri singoli tratti da Riot's. Runnin Away vede Rose Stone cantare la linea vocale principale all'unisono con il fratello Sly, mentre (You Caught Me) Smilin era la prima registrazione con la Family Stone del texano Gerry Gibson, ex membro dei Roy Head and The Traits, che aveva rimpiazzato Gregg Errico come batterista della band. Errico si era gradatamente allontanato dal gruppo all'inizio del 1971, a causa dei problemi di droga di Sly Stone che gli causavano disturbi comportamentali. (You Caught Me) Smilin' è una sorta di inno allo "sballarsi". Il lato 1 termina con la title track dell'album, che è un brano composto solo da un totale silenzio, indicato simbolicamente in copertina durare zero minuti e zero secondi. Per molti anni, si è vociferato che la criptica traccia e il titolo dell'album fossero un riferimento ai disordini del 27 luglio 1970 avvenuti a Chicago, Illinois, per i quali gli Sly & the Family Stone erano stati colpevolizzati. La band doveva suonare durante un concerto gratuito al Grant Park. Il pubblico però iniziò ben presto ad agitarsi e scoppiarono dei disordini prima ancora che il gruppo potesse salire sul palco. Circa un centinaio di persone rimasero ferite, inclusi diversi agenti di polizia, e la colpa fu data al gruppo che secondo la stampa era in ritardo o si rifiutava di esibirsi. Il retro di copertina dell'LP originale conteneva inoltre un collage di fotografie che includeva un'immagine della band al Grant Park con sullo sfondo un'auto della polizia. Ma Sly Stone, quando fu intervistato dal webmaster Johnathan Dakss del sito ufficiale del gruppo nel 1997, smentì questa teoria. Invece, raccontò a Dakks che la traccia There's a Riot Goin' On non aveva durata o suono perché: «Sentii che non ci dovrebbero mai essere disordini».

## Tracce
- Tutti i brani sono opera di Sly Stone.

Lato 1
1. Luv n' Haight – 4:01
2. Just Like a Baby – 5:12
3. Poet – 3:01
4. Family Affair – 3:06
5. Africa Talks to You The Asphalt Jungle – 8:45
6. There's a Riot Goin' On – 0:00

Lato 2
1. Brave & Strong – 3:28
2. (You Caught Me) Smilin' – 2:53
3. Time – 3:03
4. Spaced Cowboy – 3:57
5. Runnin' Away – 2:51
6. Thank You (For Talking to Me Africa) – 7:14

### Bonus tracks limited edition CD 2007
1. Runnin' Away (mono single version) – 2:44
2. My Gorilla Is My Butler (strumentale) – 3:11
3. Do You Know What? (strumentale) – 7:16
4. That's Pretty Clean (strumentale) – 4:12

## Formazione

### Musicisti
- Larry Graham – basso, cori
- Greg Errico – batteria
- Gerry Gibson – batteria
- Bobby Womack — chitarra
- Freddie Stone — chitarra
- Ike Turner — chitarra
- Sly Stone – arrangiamento, batteria, drum programming, keyboard programming, sintetizzatore, chitarra, basso, tastiere, voce
- Billy Preston - tastiere
- Jerry Martini – sassofono tenore
- Cynthia Robinson – tromba
- Rose Stone – voce, tastiere
- Little Sister - coro

### Produzione
- Sly Stone – produttore
- Ingegneri del suono:
  - Chris Hinshaw
  - Jack Ashkinazy
  - James Conniff
  - James Greene
  - Robert Gratts
  - Willie Greer
  - Rich Tilles
- Artwork (collage, cover design):
  - Lynn Ames
  - John Berg
- Fotografie (riedizione):
  - Debbie King
  - Don Hunstein
  - Fred Lombardi
  - Howard R. Cohen
  - Joey Franklin
  - Linda Tyler
  - Lynn Ames
  - Ray Gaspard
  - Steve Paley
  - Sylvester Stewart